# 865 Zubaida
865 Zubaida è un asteroide della fascia principale del diametro medio di circa 17,77 km. Scoperto nel 1917, presenta un'orbita caratterizzata da un semiasse maggiore pari a 2,4175916 UA e da un'eccentricità di 0,1938983, inclinata di 13,31317° rispetto all'eclittica.
Il suo nome fa riferimento ad un personaggio di Abu Hassan, opera del compositore tedesco Carl Maria von Weber.